# William Baffin
William Baffin (1584 Londýn – 23. ledna 1622 Hormuz) byl britský objevitel a mořeplavec.

## Život
Narodil se pravděpodobně v roce 1584 v Londýně. Stejně nejisté jsou údaje o jeho rodině: narodil se ve skromných poměrech, ale svou pílí, vytrvalostí a nadáním se vypracoval.
Na svou první výpravu se pustil v roce 1612 ve svých osmadvaceti letech. Tehdy se dánský král Kristián IV. Dánský rozhodl prozkoumat (a posléze si podmanit) Grónsko. Měl pod vedením kapitána Jamese Halla, kterého doprovázel jako kormidelník, hledat „Severozápadní průjezd“. Kapitán James Hall byl zabit na západním pobřeží Grónska místními obyvateli a Baffin sloužil nějakou dobu jako velrybář v Moskevské společnosti na moři u Špicberk. Poté se však nechal najmout opět jako navigátor na lodi Discovery, která plula podél západního a severního pobřeží Grónska, přičemž objevil důležitý průliv mezi Grónskem a Kanadou. Dnes je tento průliv po něm pojmenován, stejně jako velký ostrov – mimochodem 5. největší na světě. Ten už sice měl svoje jméno, dokonce několik, například v jazyce Inuitů se mu říkalo Qikiqtaalu, Norové ho znali jako Hellalund, ale dnes ho zná každý jako Baffinův ostrov. Na této výpravě plul Baffin přes 300 mil, dostal se mnohem dál na sever než jeho předchůdce John Davis. Tento rekord – 77° 45′ s. š. – pak nebyl překonán dalších 236 roků.
V dalších letech opět vyrazil na moře. Následujícího roku objevil velkolepé série úžin, které vybíhají z hlavy Baffinova ostrova. Všechny naděje na objev nové cesty do Indie tímto směrem se však ukázaly být nereálné. Vzal proto zavděk službou v britské Východoindické společnosti, pod jejíž vlajkou vykonal plavbu do Surat v britské Indii. Získal zvláštní uznání společnosti, jelikož se mu podařilo shromáždit cenné podklady o Rudém moři a Perském zálivu. A potom znovu na východ, tentokrát rovnou doprostřed britsko-persko-portugalského konfliktu u města Kešm na ostrově Kešm v Hormuzském průlivu. Právě tady ho potkal jeho osud. Zemřel na následky zranění 23. ledna roku 1622.
Vedle důležitosti jeho geografických objevů se připomíná i správnost a přesnost jeho četných vědeckých pozorování, včetně určení zeměpisné délky na moři měsíčním pozorováním.
Jeho jméno nese Baffinův ostrov, Baffinovo moře (Baffinův záliv), Baffinova pánev a jedna z odrůd růže.